# 龈-腭音

齦腭擦音之喉腔橫切面

龈-腭音（Alveolo-palatal consonant）是按发音部位分类的一类辅音。按被动发音部位分类的说法，也叫前硬腭音；按主动发音部位分类，则称为舌面前音之一類。
龈-腭音發音部位在舌冠与舌面之间，发音时舌面前部上升，趨向硬腭的位置上，接近硬腭前部。在国际音标中的位置大體相當於列在“Palatal”這一欄下的發音或者舌面更靠近硬腭前部的位置上的發音，在漢語普通話中，表現為j-，q-，x-這樣的發音部位。

## 國際音標
| 国际音标 | 描述         | 例詞   | 例詞          | 例詞      | 例詞 |
| 国际音标 | 描述         | 语言   | 正字法        | 国际音标  | 含義 |
| -------- | ------------ | ------ | ------------- | --------- | ---- |
| ɕ        | 清齦腭擦音   | 漢語   | 西（xī）      | [ɕi˥]     | 西   |
| ʑ        | 濁齦腭擦音   | 波蘭語 | zioło         | [ʑɔwɔ]    | 草藥 |
| t͡ɕ       | 清齦腭塞擦音 | 漢語   | 吉（jí）      | [t͡ɕi˧˥]   | 吉   |
| d͡ʑ       | 濁齦腭塞擦音 | 日語   | 地震 (jishin) | [d͡ʑi.ɕĩɴ] | 地震 |

## 爆发音、鼻音及邊音
在漢藏語系語音學範疇裡，不時都會用到齦腭音的塞音(ȶ, ȡ)、鼻音(ȵ)和邊音(ȴ)。這些符號曾被建議加進擴展版的IPA，但未被IPA所承認。若以標準IPA來標示，這些語音一般都只會簡單地標示為腭音或腭音輔音。
在波蘭語裡的鼻輔音ń亦被認為比較接近齦-腭鼻音，儘管日常分類都被歸納為硬腭鼻音。此外，多種澳大利亞土著語言的硬腭音，從其發音部位來說，其實亦較接近齦-腭音。
| 国际音标 | 描述       | 例詞           | 例詞   | 例詞           | 例詞     | 例詞 |
| 国际音标 | 描述       | 语言           | 正字法 | 非标准国际音标 | 国际音标 | 含義 |
| -------- | ---------- | -------------- | ------ | -------------- | -------- | ---- |
| ȶ        | 清齦腭塞音 |                |        |                |          |      |
| ȡ        | 濁齦腭塞音 |                |        |                |          |      |
| ȵ        | 龈腭鼻音   | 汉语（苏州话） | 二     | /ȵi31/         | /ṉʲi31/  | 二   |
| ȵ        | 龈腭鼻音   | 彝語           | (nyi)  | /ȵi˧/          | /ṉʲi˧/   | 坐   |
| ȴ        | 齦腭邊音   | 加泰隆尼亞語   | ull    | /uȴ/           | /uḻʲ/    | 眼睛 |

現時，以上四個輔音符號均已收錄於Unicode內。

## 注譯
1. ↑  国际语音学会公布的国际音标表中，仅列出龈腭擦音。在汉学界还会用到龈腭塞音、鼻音等。在普通话拼音中，就有龈腭破擦音 (j, q) 和龈腭擦音 (x)。